# Sapiranga
Sapiranga egy község (município) Brazíliában, Rio Grande do Sul államban, Porto Alegre metropolisz-övezetében (Região Metropolitana de Porto Alegre, RMPA). Híres rózsatermesztéséről, a „rózsák városának” is nevezik. 2021-ben a község népességét 80 514 főre becsülték.

## Története
Területét a gyarmatosítás előtt guarani és kaingang indiánok népesítették be, akik főként a vízfolyások mentén és a domboldalakon laktak. A portugálok a 18. században érkeztek a területre és Padre Eternonak nevezték el a helyet, azonban az első földadományokat (sesmarias) csak a 19. század elején osztották ki: az 1816-os nyilvántartás szerint az első földtulajdonos Innocencio Alves Pedroso volt. A birtok többször gazdát cserélt, és végül Manoel José Leão tulajdonába jutott, aki megalapította Fazenda Leão nevű tanyáját.
1824–1828 között Rio Grande do Sul ezen része a német telepesítés helyszíne volt. A németek 1824. július 25-én érkeztek a későbbi São Leopoldo területére, és ezzel kezdődött a Rio dos Sinos völgyében fekvő települések története. Sapiranga megalakulása 1842 júliusára tehető, mikor az itt található birtokot Johann Peter Schmitt (portugálosan João Pedro Schmitt) kereskedő árverésen megvásárolta, majd felosztotta és Schmidt & Kraemer cégén keresztül parcellánként eladta a telepeseknek. Az elsők, akik földet vásároltak João Hofmeister és Henrique Pedro Müller voltak, 1845-ben, a Morro Ferrabraz domb alatt. 1850-ben a mai Sapiranga környéke 398 lakost számlált, akik közül 265 evangélikus volt, így 1851-ben megnyitották az első templomot. A település iskolája és parókiája 1880-ban épült fel. 1890-ben São Leopoldo kerületévé nyilvánították.
A telepesek az önfenntartó gazdálkodás mellett kézművességgel is foglalkoztak (kovács, ács, cipész, fafaragó) és családi manufaktúrákat alapítottak. A gyáripar megjelenése nem szüntette meg a kézművességet, így a gyárak és a manufaktúrák hosszú ideig egymás mellett léteztek. 1899-ben megkezdődött a Novo Hamburgo–Taquara vasútvonal kiépítése, amelyet végül 1903-ban nyitottak meg, ez pedig gazdasági fellendülést vont maga után. Ebben az időben kapta a település jelenlegi nevét: a térségben bőven termett a szamócaguava (Psidium cattleyanum), melyet a bennszülöttek araçá-pyranga névvel illettek, és innen származik a Sapiranga (korai változatban Sapyranga) elnevezés.
Az 1930-as években villamosították a települést és új gyárak jelentek meg, a népesség megháromszorozódott, az 1940-es években a fa- és lábbeliipar fejlődött a leginkább. 1948-ban megkezdődött az emancipációs mozgalom, melynek eredményeként Sapiranga 1954-ben függetlenedett São Leopoldotól és 1955-ben önálló községgé alakult. A 20. század második felében a Rio dos Sinos völgyének egyik legdinamikusabban fejlődő községe volt, a régió hatodik és a Porto Alegre-i metropolisz-övezet tizenegyedik legnépesebb városa.

### A Mucker-lázadás
A német kolónia történetének egyik epizódja az 1868–1874-ben lejátszódó, vallási és társadalmi okokból kirobbant felkelés. Jacobina Mentz (akinek szülei azért kellett elhagyják a németországi Tambach-Dietharzot, mert vallásos szektát alapítottak, ezért az evangélikus egyházzal összetűzésbe kerültek) 1866-ban telepedett le férjével, João Jorge Maurerrel Sapirangában. Jacobina gyermekkora óta epilepsziás rohamokban szenvedett, amely miatt különleges embernek tekintették, gyógyító erőt tulajdonítottak neki, és a Bibliát szabadon értelmező prédikációival hírnévre tett szert a településen. Hamarosan fanatikus szekta szerveződött köréje és Krisztus reinkarnációjának tekintették őt; ezt pedig a helyi evangélikusok és katolikusok nem nézték jó szemmel, Muckereknek (hamis, bajkeverő) nevezték és különböző dolgokkal vádolták őket. A helyzet elmérgesedett, a kiközösített Muckerek támadások sorozatát intézték a szembenálló közösség ellen. 1873-ban Jacobinát és férjét letartóztatták, azonban Rio Grande do Sul kormányzójának rendeletére hamarosan szabadon engedték. Ezzel a Muckerek vérszemet kaptak, és gyújtogatni, öldökölni kezdtek. 1874-ben a lakosok a kormány segítségét kérték, de a Muckerek visszaverték a kirendelt hadsereget. Egy hónap múlva ismét kivonult a katonaság és rágyújtották a lázadókra a házaikat, azonban Jacobina elmenekült, a sereget vezető Genuíno Sampaio ezredest pedig megölték. Csak a negyedik hadjáratnál, 1874. augusztus 2-án sikerült legyőzni a Muckereket; Jacobinát és követőit megölték, a néhány túlélőt bebörtönözték. Az évek során a szerepek átértékelődtek; a 21. századra Jacobina fanatikus szektavezérből a kisebbségeket érő elnyomás, üldözés elleni kiállás szimbóluma lett.

## Leírása
Székhelye Sapiranga, második kerülete Picada São Jacó. Az állam keleti részén, a Rio dos Sinos völgyében helyezkedik el, 57 méteres tengerszint fölötti magasságon, 59 kilométerre Porto Alegretől, az állam székhelyétől.
Gazdasága az iparra és a szolgáltatásokra összpontosul, a községben több, mint négyezer cég működik. Az ipari szektorba tartozik a lábbeliipar, kohászat, ruházati cikkek, háztartási gépek és alkatrészek gyártása, élelmiszeripar. Mezőgazdaságának fő terményei a fekete akác, burgonya, rizs, manióka, valamint a gyümölcsök és zöldségek. Híres rózsatermesztéséről, a „rózsák városának” is nevezik (Cidade das Rosas), minden év novemberében megrendezik a Rózsafesztivált, amely számos turistát vonz. Fő látványossága a Morro Ferrabraz domb, amelyet nem csak kirándulásra, hanem siklóernyőzésre is használnak.